# Ukraińska polityka historyczna

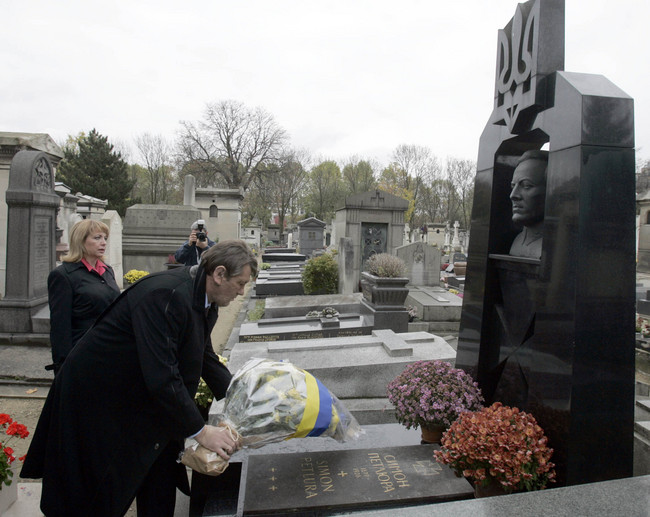
Wiktor Juszczenko składa kwiaty na grobie Symona Petlury w Paryżu (2006)

Ukraińska polityka historyczna – działania władz państwowych na rzecz kształtowania pamięci zbiorowej ukraińskiego społeczeństwa.
Zdaniem Ołeksandra Hrycenki, w latach 1991–1994, bezpośrednio po uzyskaniu przez Ukrainę niepodległości, trudno jest mówić o świadomie prowadzonej przez władze polityce historycznej. Siłą inercji kontynuowano na przykład programy szkolne pozostałe z czasów ZSRR, jedynie w zachodniej Ukrainie starano się o ich modyfikację. W ocenie badaczy polityki historycznej zaczęła się ona kształtować dopiero około 1994 roku, początkowo łącząc się ściśle z zagadnieniem dekomunizacji. W okresie prezydentury Łeonida Kuczmy (1994–2005) ustalono obchody takich rocznic jak powstania Ukraińskiej Centralnej Rady, urodzin ojca ukraińskiej historiografii Hruszewskiego, chrztu Rusi, a także urodzin Tarasa Szewczenki. W latach 2005–2010, za prezydentury Wiktora Juszczenki politykę historyczną prowadzono intensywniej. Najważniejszym jej składnikiem w pierwszych latach jego kadencji stało się upamiętnienie Hołodomoru, a pod koniec jego prezydentury podjęto problematykę OUN-UPA. Podjęto też decyzję o utworzeniu Ukraińskiego Instytutu Pamięci Narodowej. W latach 2010–2014, w okresie prezydentury Wiktora Janukowycza, doszło do rewizji polityki historycznej w kierunku, w jego opinii, próby pojednania zwolenników różnych tradycji historycznych, zarówno Armii Czerwonej, jak i Ukraińskiej Powstańczej Armii. Dokonano zmian też w kierownictwie Instytutu. Po zmianie władzy w rezultacie masowych protestów, prezydentura Petra Poroszenki charakteryzowała się ponownie intensywną polityką historyczną. Nowym wątkiem stała się kwestia dziejów ukraińskiego prawosławia. Wojna na wschodzie kraju zintensyfikowała konflikt narracji i tradycji historiografii rosyjskiej i ukraińskiej dotyczący dziejów Rusi Kijowskiej i Europy wschodniej w całości, chociaż spór ten zarysowywał się już wcześniej - jego pierwszym głośnym sygnałem politycznym była książka prezydenta Łeonida Kuczmy „Ukraina to nie Rosja”.

## Geneza i kierunki zmian
Zdaniem Davida R. Marplesa rewizja sowieckiej interpretacji przeszłości przez rządy Ukrainy pojawiła się w połowie lat 90. XX wieku, natomiast tworzenie zupełnie nowej polityki pamięci jest widoczne od 2001 roku. Większość badaczy jest zgodnych, że najbardziej dynamicznie i konsekwentnie realizowano tę politykę w latach 2005–2010 za sprawą osobistego zaangażowania Wiktora Juszczenki. W chwili uzyskania niepodległości w roku 1991 ukraiński oficjalny dyskurs dotyczący przeszłości był niemal całkowicie zdominowany przez wzorce radziecko-rosyjskie. Społeczna pamięć dotycząca przede wszystkim represji w okresie komunistycznym zachowywana była w kręgu rodzinnym i prywatnym. Wyobrażenie dziejów Ukrainy podporządkowane było rosyjskiej narracji, wedle której Ukraina jest jedynie składową częścią Wszechrusi.
Do zasadniczych kierunków polityki historycznej należą zarówno kwestie kształtowania obrazu przeszłości Rusi Kijowskiej, Kozaczyzny z powstaniem Chmielnickiego, jak i okresem hetmanatu Mazepy, procesach narodotwórczych w XIX wieku, walce o niepodległość w okresie II wojny, jak i późniejszych wydarzeniach w historii Ukrainy w XX wieku: walce OUN-UPA, sowietyzacji, katastrofie w Czarnobylu oraz Wielkim głodzie. Niekiedy pojawiają się także odniesienia do wydarzeń wcześniejszych, takich jak Kozaczyzna. W swoich zamierzeniach polityka ta ma oderwać Ukraińców od sowieckiej spuścizny i rosyjskich wpływów, podnieść ich świadomość narodową, co ma w konsekwencji wzmocnić niepodległość Ukrainy i zwrócić ją ku Zachodowi.
Niektórzy badacze tego zagadnienia dostrzegali w pierwszym dążenie do wiktymizacji i gloryfikacji, jako istotnych składników polityki historycznej. Komentatorzy zachodni uważają, że politykę historyczną Ukrainy po 1991 kształtowały publikacje ukraińskich autorów emigracyjnych, związanych z UPA. Powojenni emigranci, wśród których było wielu nacjonalistów ukraińskich, dominowali życie ukraińskiej diaspory. Zdaniem Pera A. Rudlinga interpretacja historii opracowana przez diasporę była gotowym wzorcem, po który z czasem sięgnęły ukraińskie władze.
Jeśli jednak wziąć pod uwagę, że amerykańsko-ukraińska szkoła historiografii, której najbardziej eksponowaną instytucją jest Instytut Historii Ukrainy w Uniwersytecie Harvarda szybko zdobyła dominujący wpływ na ukraińską historiografię pogląd taki trudno jest podtrzymywać. Miała ona zdecydowanie antynacjonalistyczne nastawienie. Wydarzeniem o dużym znaczeniu stało się wydanie w roku 1993 książki wybitnego przedstawiciela tej szkoły Oresta Subtelnego „Historia Ukrainy”, która miała wiele wydań i stała pracą niemal kanoniczną. Innym historykiem, który oddziaływał bardzo silnie był Iwan Łysiak-Rudnycki. Inne głośne nazwiska ukraińskich historyków związane z Harvardem to Serhy Yekelchyk, Roman Szporluk, czy Jarosław Hrycak. Prace tych historyków miały silny wpływ na zmiany w nauczaniu historii na ukraińskich uniwersytetach, co z kolei wpływało na politykę władz i zmianę programów szkolnych.

## Dekomunizacja i derusyfikacja

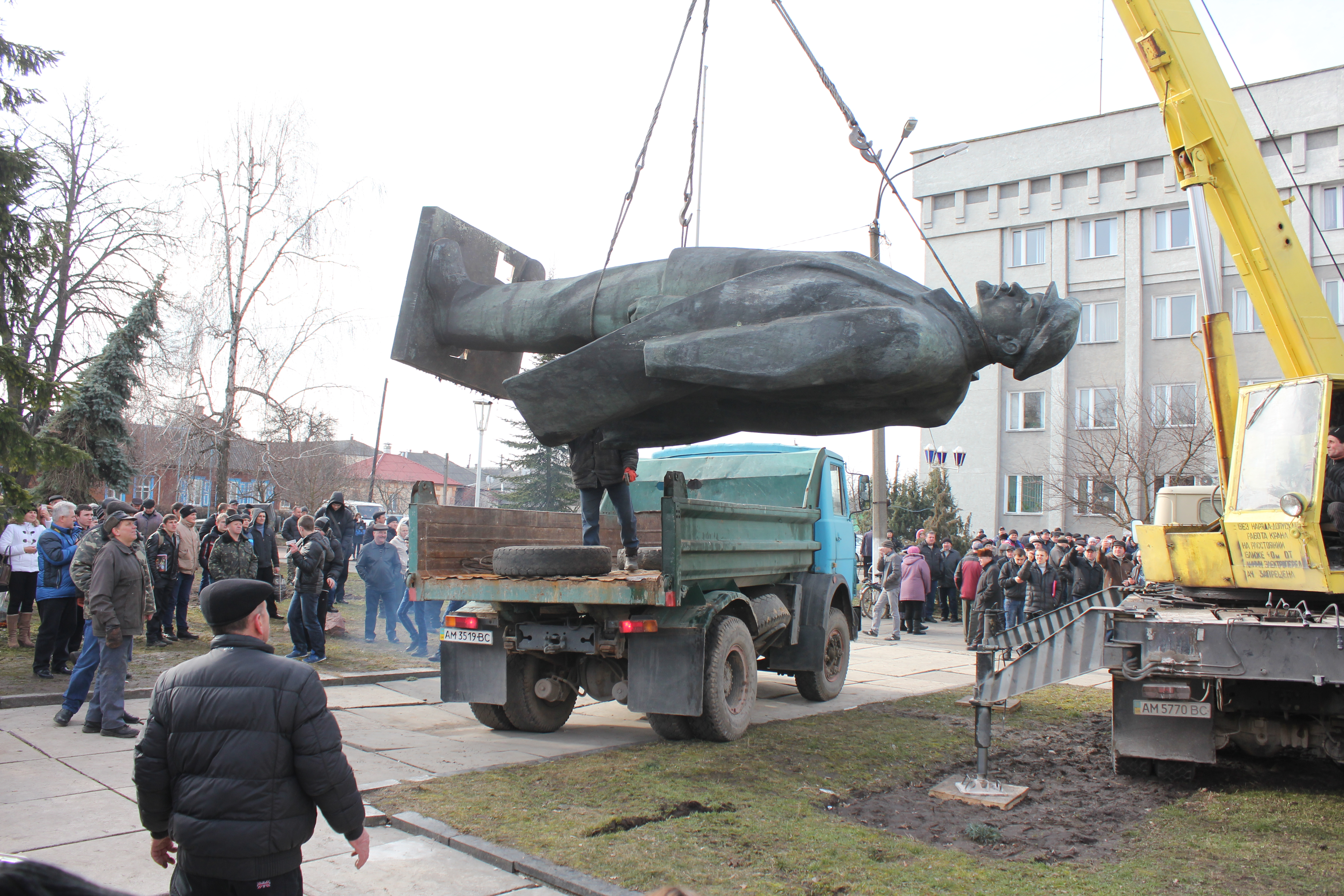
Demontaż pomnika Lenina w Owruczu w roku 2014

Badacze problematyki ukraińskiej polityki historycznej (Ołeksandr Hrycenko czy Heorhij Kasjanow) zgodnie podkreślają, że jej najistotniejsze motywy to dekomunizacja i derusyfikacja, co dotyka narracji wszystkich okresów dziejów Ukrainy. Polityka dekomunizacji dotyczy między innymi usuwania symboli systemu komunistycznego z przestrzeni publicznej. Głośnym wydarzeniem był masowy demontaż pomników Lenina w okresie masowych prostestów ulicznych 2014. W 2015 r. Rada Najwyższa przyjęła ustawę o zakazie symboliki totalitarnej, na mocy której w kolejnych miesiącach dokonano usunięcia pomników Lenina i innych działaczy komunistycznych, demontażu tablic pamiątkowych i zmian nazw ulic.
Opinie na temat ustawy były podzielone. Charkowska Grupa Ochrony Praw Człowieka wydała oświadczenie mówiące, że ustawa efektywnie kryminalizuje publiczne wyrażanie poglądów podzielanych przez miliony Ukraińców. Ustawy skrytykowała OBWE, wskazując na brak możliwości udziału społeczeństwa obywatelskiego w publicznych dyskusjach na temat zmian prawa oraz zagrożenie dla wolności słowa. 18 grudnia 2015 roku Komisja Wenecka stwierdziła, że ukraińskie ustawy o dekomunizacji nie są zgodne z europejskimi standardami legislacyjnymi. Szczególnie krytycznie odniosła się do zakazu działalności partii komunistycznych.
Derusyfikacja dotyczy pamięci zarówno okresu radzieckiego, jak i czasów dawniejszych. Wiąże się to z przywracaniem rocznic wydarzeń i bitew, które związane były z walką z sowiecką i rosyjską dominacją, jak np. bitwy pod Krutami, zniszczenia stolicy Hetmanatu – Baturyna w 1708 przez wojska rosyjskie połączonego z rzezią ludności. Przywracana jest pamięć o takich postaciach, jak kozaccy hetmani Iwan Mazepa czy Filip Orlik. Przykładem takich działań jest rekonstrukcja fortu i stworzenie muzeum w Baturynie, stolicy Hetmanatu w czasach Iwana Mazepy.

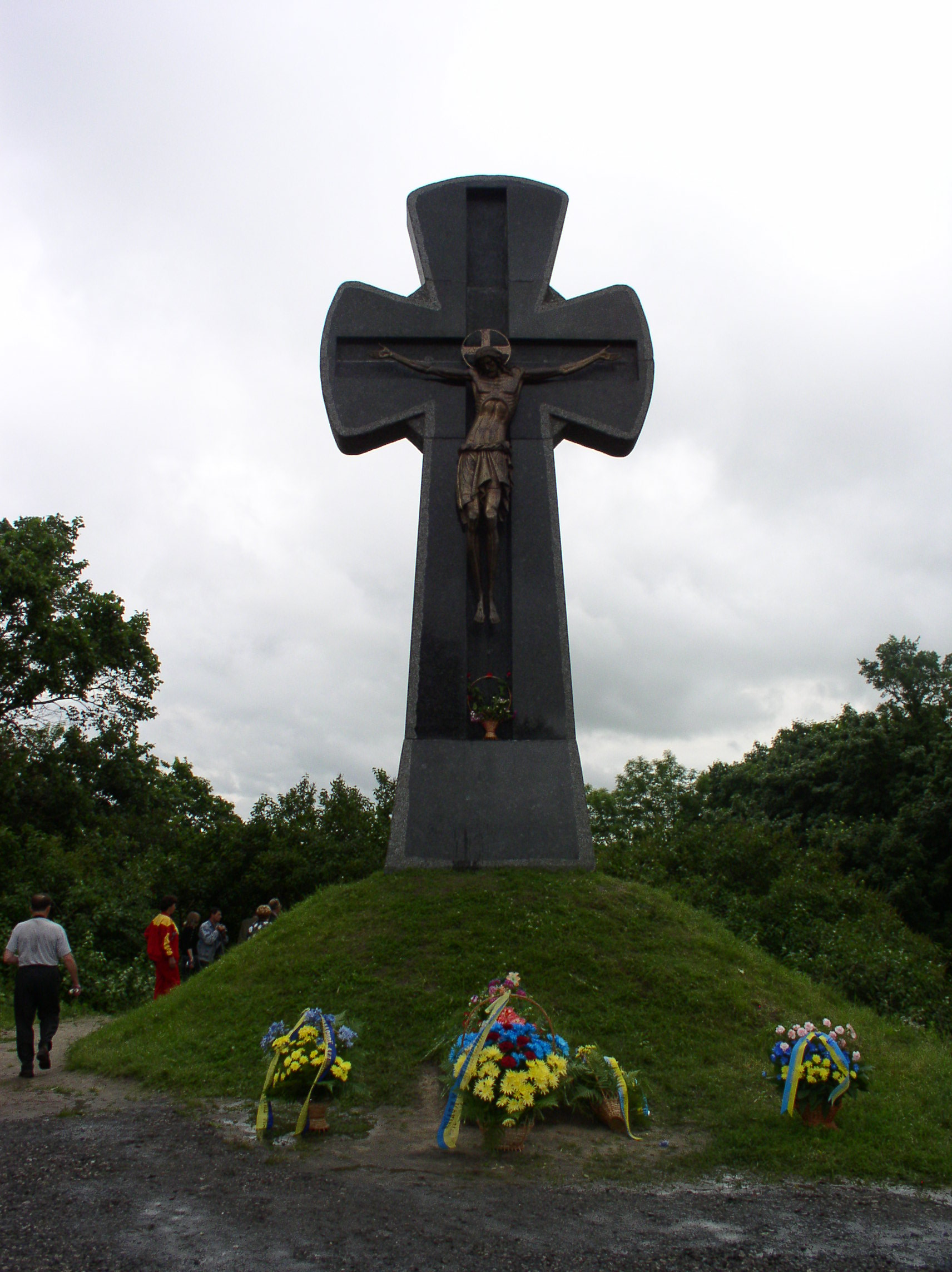
Krzyż poświęcony ofiarom rzezi Baturyna w 1708 roku przy zrekonstruowanym w 2008 forcie kozackim

## Pamięć o ofiarach władzy komunistycznej

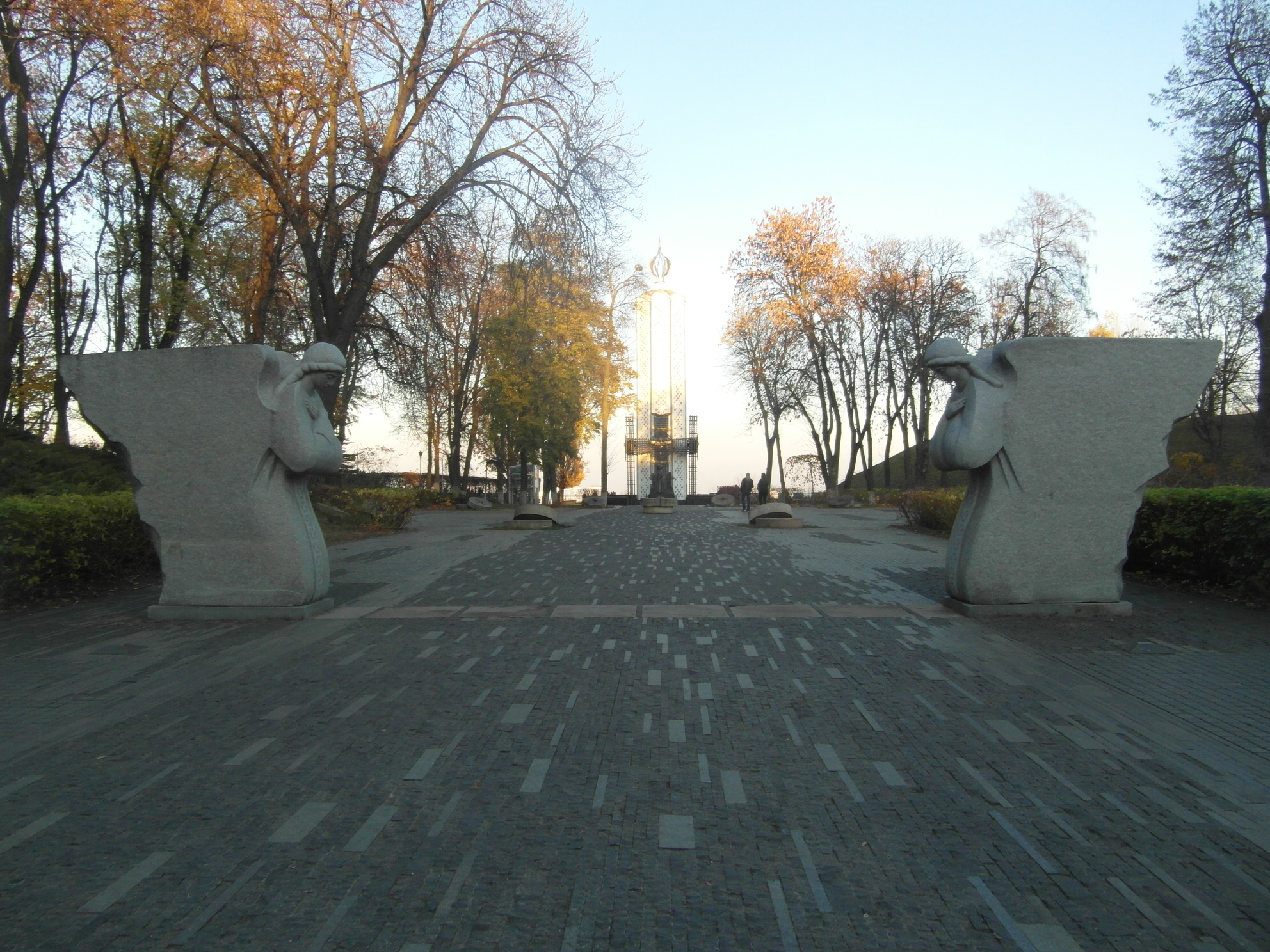
Aleja prowadząca do Narodowego Muzeum Hołodomoru-Ludobójstwa, Kijów

W tym ujęciu historia Ukrainy jest przedstawiana jako pasmo prześladowań ze strony Rosji, ZSRR, a także Niemiec. Podkreśla się cierpienia doznawane przez ludność Ukrainy. Szczególny sposób poświęca się uwagę kwestii Tatarów krymskich. Ukraińcy stanowią „naród-ofiarę”; ich cierpienie daje im moralną wyższość nad oprawcami i przez to ma stanowić legitymizację dla niepodległości państwa. Zdaniem Wiktora Juszczenki doświadczenie Hołodomoru „pozwoli sformować nowoczesny naród ukraiński, w podobny sposób, w jaki formowano współczesny naród żydowski, odwołując się do Holocaustu”.
W 2006 roku Rada Najwyższa Ukrainy uznała Wielki głód za ludobójstwo narodu ukraińskiego. 13 stycznia 2010 przez kijowski Apelacyjny Sąd Administracyjny Józefa Stalina, Wiaczesława Mołotowa, Łazara Kaganowicza, Pawła Postyszewa, Stanisława Kosiora, Własa Czubara i Mendla Chatajewicza uznał za winnych zbrodni ludobójstwa określonych w art. 442 #.1 kodeksu karnego Ukrainy. Drogą dyplomatyczną uzyskano podjęcie podobnych rezolucji przez parlamenty Polski, Estonii, Gruzji oraz USA. Obecnie (2012) za ludobójstwo uznają Wielki głód na Ukrainie rządy lub parlamenty 26 państw, oprócz wymienionych także Argentyna, Australia (30 października 2003), Azerbejdżan, Kanada (28 maja 2008) Hiszpania (30 maja 2007), Mołdawia, Belgia, Węgry (24 listopada 2003), Litwa (24 listopada 2005), Meksyk (19 lutego 2008), Paragwaj (25 października 2007), Łotwa (13 marca 2008), Czechy (30 listopada 2007), Kolumbia (21 grudnia 2007), Watykan. W kręgach akademickich to, czy Hołodomor był ludobójstwem, jest nadal przedmiotem debaty, podobnie jak przyczyny i intencjonalność głodu. Część uczonych uważa, że głód został zaplanowany przez Józefa Stalina w celu wyeliminowania ukraińskiego ruchu niepodległościowego. Niektórzy kwestionują jednak zasadność uznawania go za ludobójstwo.
Pod patronatem W. Juszczenki wybudowano w centrum Kijowa Kalinowy Gaj, mający być centralnym miejscem kultywowania pamięci o ukraińskiej martyrologii. W każdym obwodzie założono księgi pamięci ofiar Hołodomoru, w których zbiera się dokumenty, zdjęcia i relacje świadków. Zebrano w nich informacje dotyczące około 1 mln osób. Natomiast 12 lipca 2010 w Kijowie otwarto Narodowe Muzeum Hołodomoru-Ludobójstwa.
Jako męczenników sprawy narodowej przedstawia się ofiary sowieckich represji, zarówno Wielkiego Terroru, jak i represji lat sześćdziesiątych. Jako męczenników sprawy narodowej niekiedy przedstawia się także poległych członków nacjonalistycznego podziemia, jednak w przekazie o nich panuje tendencja ku gloryfikacji, a nie wiktymizacji. Ruch nacjonalistyczny bywa określany jako niepokonany.

## II wojna światowa
Narracja II wojny światowej była istotnym czynnikiem sowieckiej polityki historycznej w konsekwencji rusyfikacji. Pakt Ribbentrop-Mołotow albo był przemilczany albo przedstawiany jako zjednoczenie Ukrainy. Periodyzacja II wojny światowej posługiwała się datami 1941–1945. Ogromną rolę odgrywał kult weteranów II wojny światowej.
Jedną z zasadniczych zmian, która wprowadziła ukraińska polityka historyczna, było uznanie daty 1 września 1939 za początek II wojny światowej, w miejsce przyjętej w czasach sowieckich daty 22 czerwca 1941 – daty ataku Niemiec na ZSRR, jako początku tzw. wielkiej wojny ojczyźnianej. W okresie prezydentury Kuczmy nie podejmowano jednak problematyki II wojny światowej w sposób intensywny m.in. ze względu na złożoność tej problematyki, a także silnego zakorzenienia sowieckiej narracji w starszym pokoleniu. Kwestie te w bardziej intensywny sposób podjęto w okresie prezydentury Wiktora Janukowicza. W szczególny sposób dotyczyło to kwestii dziejów UPA w okresie wojny, a także powojennym. Wcześniej podejmowane próby uznania żołnierzy UPA za weteranów II wojny, przez długi czas nieskuteczne ze względu na opór organizacji weteranów Armii Czerwonej (często wspieranych z Moskwy), zakończyły się powodzeniem.
Na pozytywny wzorzec patriotycznych postaw wybrano walkę OUN i UPA na dwa fronty z dwoma największymi totalitarnymi reżimami, czyli z ZSRR i III Rzeszą jednocześnie. Nie zdecydowano się na eksponowanie motywu walki tych organizacji z Polską. OUN i UPA niezgodnie z faktami przedstawiane są jako organizacje demokratyczne, tolerancyjne i przychylne wieloetnicznej Ukrainie, które położyły podwaliny obecnej ukraińskiej demokracji, sojusznik zachodnich aliantów. Uczestników nacjonalistycznego podziemia przedstawia się jako bohaterów gotowych bezinteresownie oddać życie za niepodległość Ukrainy, walczących jakoby na terenie całego kraju w jego współczesnych granicach. W opowieściach o nich rzeczywistość miesza się z mitami i legendami. David R. Marples wymienia następujące składniki mitu o wojowniku UPA: idealizm, samopoświęcenie, odwaga, męstwo, rycerskość oraz nawiązania do Kozaczyzny.
Uchylanie się od jednoznacznej oceny zbrodni nacjonalistycznych formacji na Polakach, zdaniem Grzegorza Motyki, stanowi nieoficjalny kurs polityki historycznej Ukrainy. 
Podczas kadencji Wiktora Juszczenki jego administracja dokonała licznych aktów gloryfikacji OUN i UPA oraz ich poszczególnych działaczy: przyznanie tytułów Bohatera Ukrainy Jurijowi Szuchewyczowi (2006), Romanowi Szuchewyczowi (2007) i Stepanowi Banderze (2010), upamiętnienie dekretem prezydenta Jarosława i Sławy Stećków oraz uznanie członków nacjonalistycznych organizacji za uczestników walki narodowowyzwoleńczej.
Do licznych upamiętnień ukraińskich nacjonalistów dochodzi na szczeblu lokalnym. Do 2010 roku na zachodniej Ukrainie dzięki dotacjom samorządów odsłonięto około 1000 pomników i tablic ku czci UPA i SS „Galizien”.

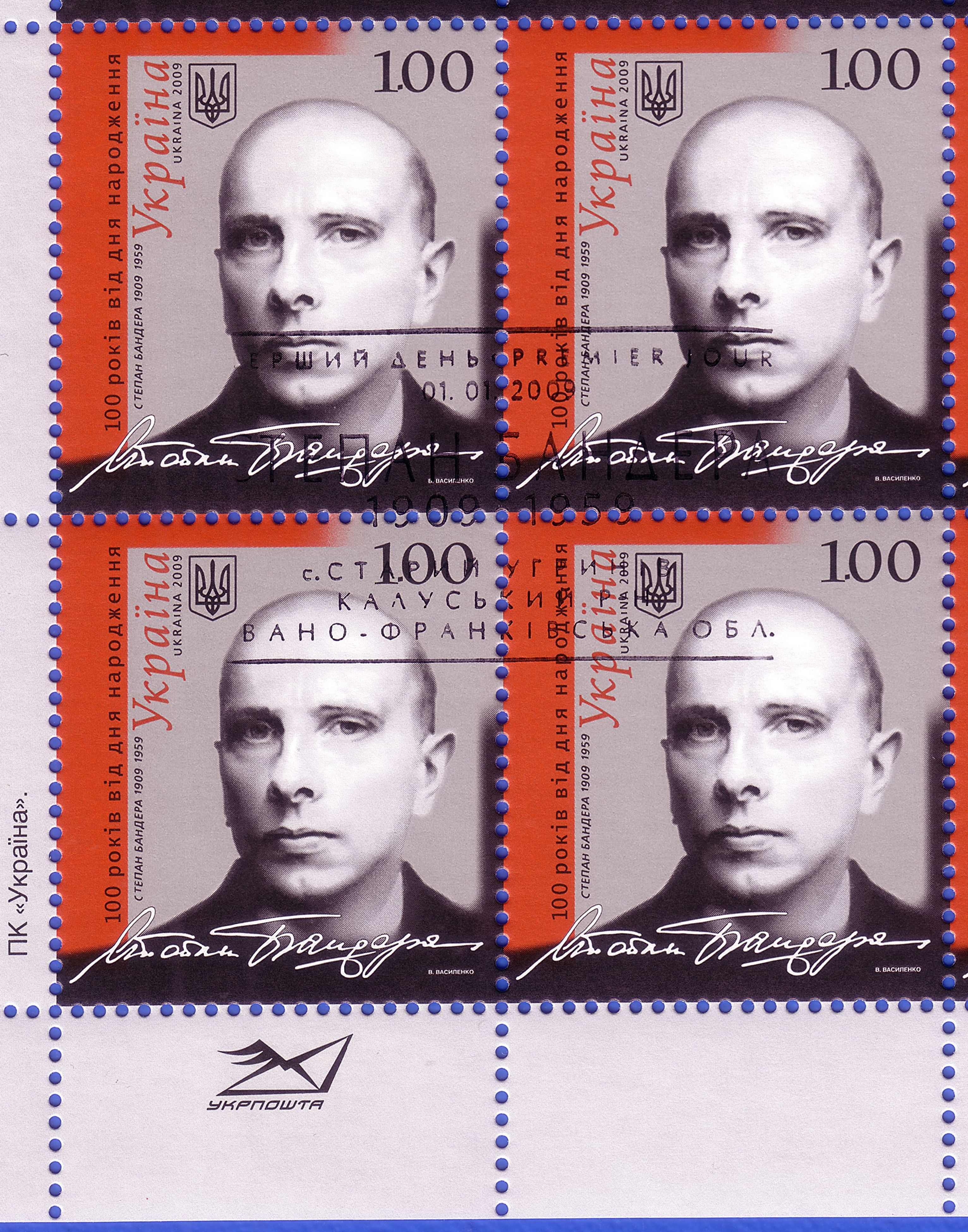
Znaczek poczty Ukrainy z 2009, wydany w setną rocznicę urodzin Stepana Bandery

Okres prezydentury Wiktora Janukowycza doszło do rewizji polityki historycznej promowanej przez jego poprzednika. Przy aprobacie nowej administracji tytuły Bohatera Ukrainy dla Stepana Bandery i Romana Szuchewycza zostały sądownie anulowane. Dokonano zmian personalnych w kierownictwie Instytutu Pamięci Narodowej. Pewne elementy dawnej polityki historycznej pozostawiono. Administracja Janukowycza zapowiedziała pozostawienie władzom samorządowym autonomii w prowadzeniu własnej polityki pamięci. Ujawniały się przy tym różnice regionalne pamięci społecznej. Przykładem tego może być cykliczna konferencja poświęcona nacjonalizmowi ukraińskiemu, odbywająca się w Iwano-Frankiwsku (dawny Stanisławów). Jak wyjaśnił jeden z organizatorów konferencji i przewodniczący Iwanofrankiwskiej Rady Obwodowej z ramienia nacjonalistycznej partii Ogólnoukraińskie Zjednoczenie Swoboda – Ołeksandr Sycz, który jednocześnie pełni funkcję kierownika katedry zarządzania na Uniwersytecie w Iwano-Frankowsku: „Celem głównym organizowanych spotkań było sprostowanie sowieckiego pojęcia nacjonalizmu, jako czegoś złego, jak czegoś, co jako ruch polityczny nie może być konstruktywnym przy budowie państwa ukraińskiego. Aby zmienić te stereotypy została zwołana pierwsza konferencja, która ukazała konieczność uczynienia tej konferencji cykliczną”. Konferencja została zorganizowana m.in. przez: Iwano-Frankiwską Radę Obwodową, Podkarpacki Uniwersytet Narodowy im. Wasyla Stefanyka, Iwano-Frankiwski Narodowy Techniczny Uniwersytet Nafty i Gazu, oraz Halickie centrum historyczno-polityczne. Wygłoszono na niej również referat na temat ruchu „Solidarność”.
Zmiany polityczne po Euromajdanie, aneksja Krymu przez Rosję i wojna w Donbasie uwyraźniły też konflikt narracji rosyjskiej i ukraińskiej. Wytyczne Ministerstwa Oświaty i Nauki Ukrainy, opracowane przez Ukraiński Instytut Pamięci Narodowej, a przyjęte w październiku 2014 roku, zakładają rezygnację z dotychczas używanej nazwy historiografii radzieckiej „wielka wojna ojczyźniana” i zastąpienie go terminem: „II wojna światowa”. Nowa polityka przewiduje również równorzędne traktowanie Ukraińców, walczących w szeregach Armii Czerwonej i innych armii sojuszniczych (polska, kanadyjska) oraz Ukraińskiej Powstańczej Armii, którą zalicza jednoznacznie do sił sojuszniczych, jak i ograniczenie stosowanie terminów: „faszystowski” i „niemiecki” na rzecz „nazistowski”. Zmieniono również liczbę ofiar II wojny światowej wśród Ukraińców: ukraińskich żołnierzy Armii Czerwonej z 6 na 7 mln, jak również sumaryczne straty ludności Ukrainy z 6-7 na 8–10 mln. Zdecydowano o równorzędnym traktowaniu żołnierzy ukraińskich walczących w szeregach Armii Czerwonej i innych armii sojuszniczych (szczególnie polskiej i kanadyjskiej) oraz żołnierzy Ukraińskiej Powstańczej Armii.

## Rewolucja ukraińska 1917–1920
Koncepcja rewolucji ukraińskiej 1917–1920 mająca oparcie w pracach amerykańsko-ukraińskiej szkoły historiografii zyskała szerszy odbiór dopiero po roku 2014, co wyraziło się między innymi wystawami na kijowskim Majdanie i była szczególnie upowszechniana w stulecie tych wydarzeń. Pojęcie rewolucji ukraińskiej przeciwstawiono pojęciu rewolucji październikowej, której narracja miała obejmować wszystkie wydarzenia końca I wojny światowej i wojny domowej na terenie byłego Imperium Rosyjskiego i której głównym podmiotem wydarzeń mieli być bolszewicy. Narracja rewolucji ukraińskiej akcentuje wysiłek społeczeństwa i elit politycznych Ukrainy na rzecz zdobycia niepodległości, dążenia do tworzenia i utrzymania niepodległego państwa ukraińskiego (Ukraińskiej Republiki Ludowej i Zachodnioukraińskiej Republiki Ludowej). Ukraiński Instytut Pamięci Narodowej stara się tutaj w równym stopniu upamiętniać wszystkich przywódców zaangażowanych w dążenia niepodległościowe, niezależnie od tego, jak różne były ich poglądy i programy polityczne. W narracji opracowanej na obchody stulecia rewolucji zmarginalizowano natomiast ukraińskich działaczy, którzy nie dążyli do budowy państwa – Nestora Machnę i innych atamanów. Ponadto pominięto lub starano się minimalizować konflikty wewnątrzukraińskie tego okresu (jak powstanie ludowe przeciwko rządom Pawła Skoropadskiego). Natomiast wszelkie działania na terytorium Ukrainy innych sił politycznych niż te z centrum w Kijowie, a więc zarówno rosyjskich białych, jak i czerwonych (bolszewików), traktuje się jako obcy najazd.
Lata 1917–1920 traktuje się jako okres istnienia niezależnego państwa ukraińskiego, którego Ukraina powstała po roku 1991 jest do pewnego stopnia kontynuacją.

## Euromajdan

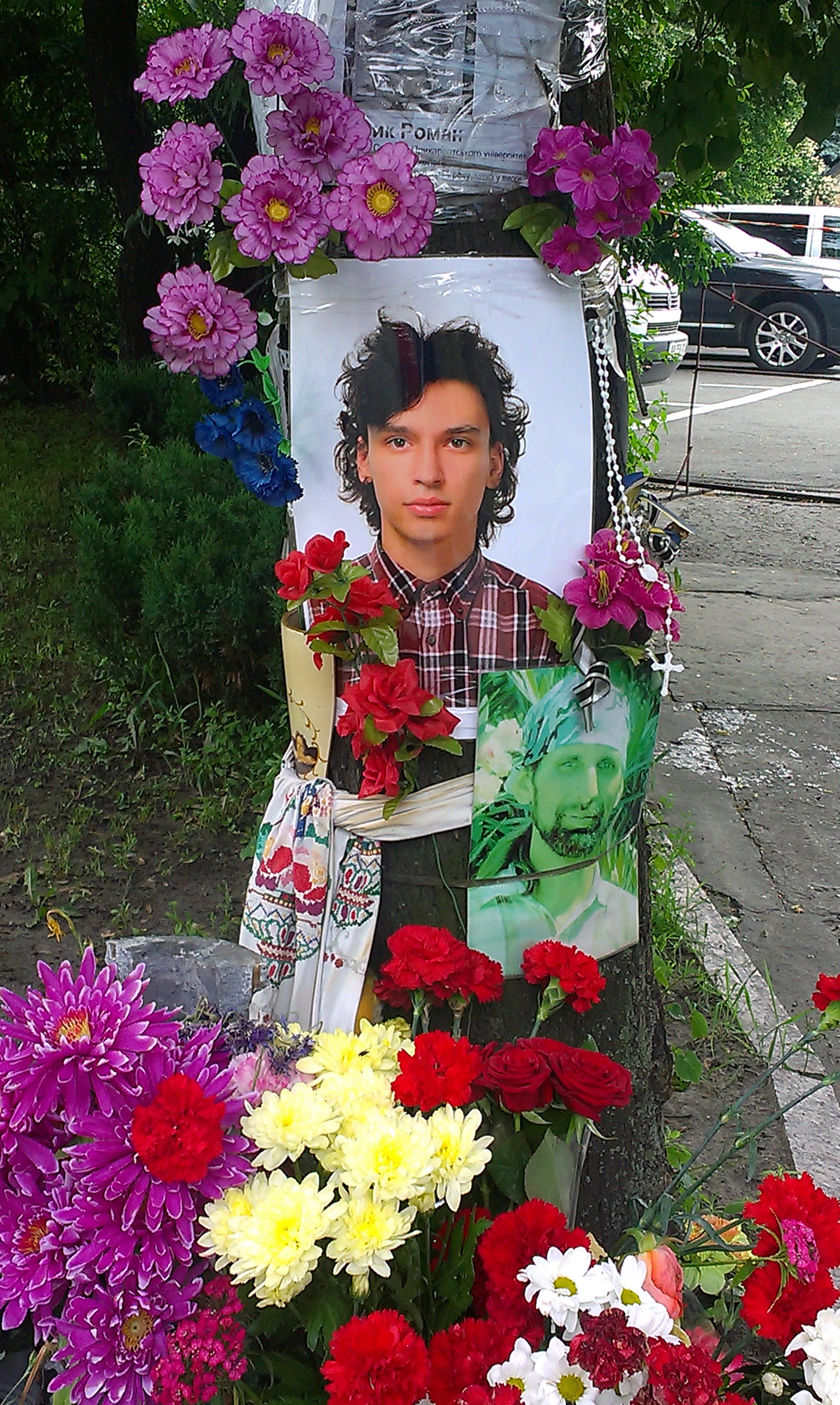
Pierwsze upamiętnienia ofiar Euromajdanu 2014 i „niebiańskiej sotni”

Istotnym przedmiotem polityki historycznej po roku 2014 stało się upamiętnienie trwających 93 dni krwawych protestach w Kijowie, znanych jako Euromajdan. Symbolizuje je „niebiańska sotnia”, zbiorcza nazwa uczestników wydarzeń, które miały zginąć z rąk sił rządowych na Placu Niepodległości w Kijowie. Wydarzenia upamiętnia dziś obecna tam stała wystawa. Wedle wielu obserwatorów i badaczy rewolucja godności i niebiańska sotnia stają centralnym ukraińskim miejscem pamięci, mimo że pamięć Wielkiego głodu oraz pamięć ukraińskiej rewolucji 1917–1920 zajmuje poczesne miejsce.
Ocena Euromajdanu nie jest wśród mieszkańców Ukrainy jednorodna. W sondażu Centrum Rozumkowa z lutego 2020 roku, przeprowadzonym z wyłączniem terytorium anektowanego Krymu i niekontrolowanej przez Kijów części obwodów na wschodzie kraju, 45,5% uznało wydarzenia z przełomu lat 2013/2014 za „rewolucję godności”, 17,7% za „wymuszoną zmianę władzy”, choć przeprowadzoną nie do końca legalnymi środkami, a dla 23,0% był to antypaństwowy przewrót.
Kontrowersje budzi również sprawstwo masakry, przypisywane według wersji ukraińskiej prokuratury specjalnym oddziałom milicji. Pod koniec 2019 roku zaczęły pojawiać się głosy podające w wątpliwość także ilość i listę ofiar.

## Instytucje
W 1993 roku Prezydium Rady Najwyższej Ukrainy wydało rezolucję „W sprawie zbadania działalności OUN-UPA”. W oparciu o nią Ministerstwo Sprawiedliwości utworzyło w 1994 roku grupę ekspertów, która jednak nie przystąpiła do pracy z powodu braku funduszy. Ostatecznie Leonid Kuczma w 1997 roku zarządził utworzenie Rządowej Komisji, przy której pracowała grupa robocza kierowana przez Stanisława Kulczyckiego, złożona głównie z historyków Narodowej Akademii Nauk Ukrainy, a także Narodowego Instytutu Badań Strategicznych, Państwowego Komitetu Archiwów, Uniwersytetu Kijowskiego i Służby Bezpieczeństwa Ukrainy. Grupa ta do 2005 roku opublikowała około 30 prac naukowych oraz wydała końcowy „Raport grupy roboczej Rządowej Komisji do zbadania działalności OUN-UPA”. Zdaniem Davida Marplesa i Ihora Iljuszyna raport był najbardziej wyczerpującą próbą naświetlenia historii nacjonalistycznego podziemia. Według Marplesa raport nie dał jednoznacznej opinii w sprawie uznania bojowników UPA za weteranów wojennych.
Formalne prowadzenie polityki historycznej stało się zadaniem instytutów naukowych, takich jak Ukraiński Instytut Pamięci Narodowej (powołany w 2005) oraz Centrum Badań Ruchu Wyzwoleńczego (powołany w 2002), a także Służby Bezpieczeństwa Ukrainy. Archiwa tych instytucji pozostają tylko częściowo otwarte dla historyków.

## Oceny
Ukraińska polityka historyczna podlega zróżnicowanej ocenie zarówno w samej Ukrainie, jak i forum międzynarodowym. Tadeusz A. Olszański uważa, że polityka historyczna W. Juszczenki przyczyniła się do utrwalenia pamięci Ukraińców o Wielkim głodzie i ożywiła liczne lokalne inicjatywy upamiętniania ofiar tej tragedii. Nie powiodła się natomiast próba upowszechnienia kultu OUN i UPA na całej Ukrainie. Pozostał on fenomenem lokalnym.
Krytyce i negatywnej ocenie podlegają przede wszystkim te wątki ukraińskiej polityki historycznej, podjęte przez prezydenta Juszczenkę, które dotyczą historii OUN-UPA, a polityka historyczna dotycząca okresu II wojny światowej budzi stosunkowo największe zainteresowanie. Krytycy twierdzą, że dokonywana jest sakralizacji ofiar tej formacji, co skutkuje wykluczeniem ze zbiorowej pamięci Ukraińców ofiar innych narodowości (np. nieukraińskich ofiar Wielkiego głodu czy Żydów zamordowanych podczas Holokaustu), wyklucza możliwość podejrzewania ich o jakiekolwiek przestępstwa i powoduje negację dokonywanych przez nich zbrodni, bądź wręcz odwrócenie ról – ofiary nacjonalistów przedstawiane są jako winne własnego losu. David R. Marples uważa, że gloryfikacja OUN i UPA stanowi przejaw propagandy i wymienia przeszkody, które utrudniają wykonawcom tej polityki stworzenie przekonującego przekazu: skrajną ideologię OUN (nacjonalizm integralny), kolaborację z III Rzeszą, antysemityzm tego ruchu oraz zwalczanie politycznych rywali z użyciem terroru. W celu dostosowania obrazu OUN-UPA do zachodnich, liberalnych wzorców, dokonuje się zabiegów przemilczania lub negacji tych niewygodnych kwestii oraz wyolbrzymia się znaczenie tych elementów programu i działalności OUN, które pasują do obranej koncepcji. Skutkuje to negacjonizmem na poziomie państwowym. W 2007 Wiktor Juszczenko ogłosił podczas wizyty w Izraelu, że UPA nie była zaangażowana w żadne antyżydowskie akcje. W tym samym roku, powołując się na stanowisko Rządowej Komisji, zaprzeczył oskarżeniom o zbrodnie na Polakach. Instytucjom realizującym politykę pamięci stawia się zarzuty, że publikują one dokumenty selektywnie, wybierając te, które potwierdzają lansowaną przez instytucje interpretację historii, czego przejawem ma być Księga faktów. Należy jednak zwrócić uwagę, że takie działania demontowano w samej Ukrainie. Krytycy polityki prezydenta Juszczenki wskazywali, że na przykład stawiając ukraińskich weteranów Armii Czerwonej po wrogiej stronie nie łączy ona, lecz dzieli, i pogłębia antagonizm pomiędzy wschodnią a zachodnią Ukrainą. W odpowiedzi na wznoszone pomniki nacjonalistów ukraińskich, samorządy w centralnej i wschodniej Ukrainie fundują pomniki ofiar OUN i UPA (tzw. wojna pomników). Ponadto gloryfikacja OUN, UPA i ich działaczy wywołuje negatywne reakcje na arenie międzynarodowej – w Izraelu, w Polsce, w Rosji, na Białorusi, a także w Unii Europejskiej.
Pojawia się także zarzut, że polityka, w zamierzeniach prozachodnia i prodemokratyczna, jest realizowana według starych sowieckich wzorców, przy pomocy wyspecjalizowanych państwowych instytucji, włącznie ze Służbą Bezpieczeństwa Ukrainy (SBU). Timothy Snyder i Per Anders Rudling uważają, że tytuł Bohatera Ukrainy nadany m.in. Banderze, jest wzorowany na orderze Bohatera Związku Radzieckiego.
John-Paul Himka podnosi natomiast względem ukraińskiej polityki historycznej zarzuty natury moralnej. Według niego nie można głosić apologii organizacji skrajnych, które popełniały zbrodnie, zaś narodową mitologię należy odrzucić, ponieważ „prawda jest wartością samą w sobie”. Podobne zdanie ma Tarik Cyril Amar. John-Paul Himka i Per Anders Rudling uważają takie podejście za relatywistyczne.
Obrońcy ukraińskiej polityki historycznej (Mykoła Riabczuk, Jarosław Hrycak, Roman Serbyn) uważają, że Ukraina jest krajem, który dla skonsolidowania potrzebuje mitów. Ich zdaniem narodowe mity są dopuszczalne, o ile wiążą się z pochwałą pozytywnych wartości, a nie zbrodni; mity te powinno oceniać się nie tylko pod względem prawdomówności, lecz użyteczności.